# 사이먼 웨스트
사이먼 웨스트(Simon West, 1961년~)은 잉글랜드의 영화 감독이다.

## 작품 목록
- 콘 에어(1997)
- 장군의 딸(1999)
- 블랙 호크 다운(2001,제작)
- 툼 레이더(2001)
- 낯선 사람에게서 전화가 올 때(2006)
- 메카닉(2011)
- 익스펜더블 2(2012)
- 스톨른(2012)
- 와일드카드(2015)
- 시체들의 새벽(CG 애니메이션)(2015,제작)